# Andexanet alfa
Andexanet alfa (Hersteller: Portola Pharmaceuticals) ist ein strukturell mit dem menschlichen Blutgerinnungsfaktor Faktor Xa verwandtes Protein, das biotechnologisch erzeugt wird. Es hebt die Wirkung von bestimmten blutgerinnungshemmenden Wirkstoffen auf und wirkt somit als Antidot. In den USA und der EU ist Andexanet alfa für die Behandlung nicht kontrollierbarer Blutungen unter Therapie mit Rivaroxaban oder Apixaban zugelassen.

## Hintergrund
Für die Prophylaxe von Thrombosen und Lungenembolien nach großen Operationen und von Schlaganfällen bei Vorhofflimmern und anderen Herzerkrankungen werden in den letzten Jahren zunehmend direkte orale Antikoagulanzien (DOAK) wie Apixaban (Handelsname Eliquis), Rivaroxaban (Xarelto), Edoxaban (Lixiana) oder Dabigatranetexilat (Pradaxa) eingesetzt. Gegenüber Heparinderivaten wie Certoparin (Mono-Embolex), Dalteparin (Fragmin), Enoxaparin (Clexane), Nadroparin, Reviparin oder Tinzaparin (innohep) haben DOAKs den Vorteil einer Wirksamkeit nach oraler Gabe, eine (möglicherweise schmerzhafte) Injektion entfällt. Zudem benötigen sie – anders als die Vitamin-K-Antagonisten wie Phenprocoumon (Handelsnamen Falithrom, Marcumar), Acenocumarol oder Warfarin – keine regelmäßigen Laborkontrollen der Gerinnung. Nachteilig war bisher jedoch, dass im Falle einer zu starken Blutungsneigung, einer akuten Blutung oder einer akuten Operationsindikation keine Möglichkeit bestand, die gerinnungshemmende Wirkung der DOAKs aufzuheben. Diese Lücke wird mit Andexanet alfa teilweise geschlossen.
Laut Pharmazeutischer Zeitung darf Andexanet alfa als Sprunginnovation gelten, was bedeutet, dass es ohne Orientierung an bereits bekannten Wirkstoffen neu entwickelt wurde und als erste Vertreter einer neuen Stoffklasse einen bedeutenden therapeutischen Fortschritt markiert.

## Wirkmechanismus
Andexanet alfa ist eine rekombinante und modifizierte Version des menschlichen, aktivierten Gerinnungsfaktor X. Es bindet direkte Faktor Xa-Inhibitoren mit der gleichen Affinität wie der natürliche Faktor Xa. Dadurch wird die gerinnungshemmende Wirkung von direkten Faktor Xa-Inhibitoren aufgehoben und eine ausreichende Hämostase wiederhergestellt. Andexanet alfa ist als Antidot unwirksam bei Faktor IIa-Inhibitoren wie Dabigatran.

## Eigenschaften
Die leichte Kette besteht aus 105, die schwere Kette aus 254 Aminosäuren. Das Serin im aktiven Zentrum des Moleküls wurde durch Alanin ersetzt, wodurch das Protein nicht mehr in der Lage ist, Prothrombin durch Spaltung zu aktivieren. Die Fähigkeit des Proteins, sich in den Prothrombinase-Komplex zu integrieren, wurde durch die Entfernung der γ-Carboxyglutaminsäure(Gla)-Domäne beseitigt. Dadurch fällt eine potenzielle antikoagulatorische Wirkung fort. Andexanet alfa wird in CHO-Zellen erzeugt.

## Anwendung
Andexanet alfa wird intravenös appliziert. Es hat eine Halbwertszeit von 5–7 Stunden. Es ist zugelassen als Antidot von Rivaroxaban und Apixaban. Bei Dabigatranetexilat, dem aktuell einzig zugelassenen DOAK, das kein Faktor Xa-Inhibitor ist, zeigt es keine Wirkung. Nach der Verabreichung von Andexanet alfa sind kommerzielle Anti-FXa-Tests nicht aussagekräftig, da der enthaltene FXa-Inhibitor von Andexanet alfa dissoziiert. Um einer irrtümlichen Unterschätzung der Aufhebungsaktivität vorzubeugen, sollte die Behandlungsüberwachung aufgrund anderer Parameter erfolgen. Andexanet alfa darf nicht vor einer Heparinisierung gegeben werden (etwa bei einem chirurgischen Eingriff), da dadurch die Wirkung von Heparin verloren geht.

## Nebenwirkungen
Häufige Nebenwirkungen sind Pneumonie und Harnwegsinfektionen.
Da Andexanet alfa die gerinnungshemmende Wirkung von DOAKs aufhebt, können jene Erkrankungen auftreten, die durch DOAKs verhindert werden sollen:
- Venöse Thrombosen
- Lungenembolien
- Arterielle Thrombosen
- Ischämischer Schlaganfall

Als Folge dieser Erkrankungen kann ein Herzstillstand und ein plötzlicher Tod eintreten.

## Zulassung
Andexanet alfa wurde von Portola Pharmaceuticals entwickelt und erhielt im Februar 2015 in den USA den Status als Orphan-Arzneimittel, am 3. Mai 2018 folgte die Zulassung durch die FDA. Zulassungsinhaber ist Portola Pharmaceuticals, Inc. Die Zulassung besteht für Patienten, die mit Rivaroxaban oder Apixaban behandelt werden, wenn eine Beendigung der Gerinnungshemmung wegen lebensbedrohlicher oder unkontrollierter Blutung dringend erforderlich ist. Diese Indikation wurde als beschleunigte Zulassung auf der Basis von Veränderungen der Anti-Faktor-Xa-Aktivität von gesunden Freiwilligen durchgeführt. Eine Verbesserung der Hämostase wurde nicht ausreichend nachgewiesen. Dieser Nachweis soll später mit derzeit laufenden klinischen Studien erbracht werden. Das Medikament ist bisher nur begrenzt verfügbar.
Im Februar 2019 verabschiedete der Ausschuss für Humanarzneimittel der Europäischen Arzneimittel-Agentur (EMA) eine positive Empfehlung für die Zulassung von Andexanet alfa (Ondexxya) in der EU. Da jedoch die Datenlage lückenhaft sei, sei die Zulassung mit Auflagen zu versehen und der Hersteller aufzufordern, weitere Daten zu liefern, etwa zur Dosierung und zur Gefahr der Gerinnselbildung. Dieser Empfehlung wurde Ende April 2019 entsprochen, d. h., es kam zu einer Zulassung durch die Europäische Kommission für die europäischen Mitgliedstaaten.

## ANNEXA-4-Studie
In einer multizentrischen, prospektiven, einarmigen Studie wurde Andexanet Alfa an 352 Patienten mit ernsthaften Blutungen und Einnahme von Apixaban (194 Patienten), Rivaroxaban (128 Patienten), Edoxaban (20 Patienten) oder Enoxaparin (Heparin-Derivat, 15 Patienten) innerhalb der letzten 18 Stunden geprüft. Die Patienten waren im Mittel 77 Jahre alt und hatten intrakranielle Blutungen (64 %) oder gastrointestinale Blutungen (26 %). Die Behandlung bestand in einem Bolus von 400 oder 800 mg Andexanet Alfa in 15 bis 30 Minuten gefolgt von einer Infusion von 480 oder 960 mg über zwei Stunden. In der Apixaban-Gruppe sank die Anti-Faktor Xa-Aktivität von 149,7 auf 11,1 ng pro ml, in der Rivaroxaban-Gruppe von 211,8 auf 14,2 ng pro ml. In 204 von 249 ausgewerteten Fällen konnte eine gute oder excellente Hämostase festgestellt werden. In 10 % der Fälle traten Thrombosen in den ersten 30 Tagen auf, sieben Patienten erlitten einen Herzinfarkt, 14 einen ischämischen Schlaganfall.

## Handelsnamen
Andexxa (USA), Ondexxya (EU)